# Milko Kazanov
Milko Kazanov (n. 11 februarie 1970, Ruse, Republica Populară Bulgaria) este un caiacist ce a reprezentat Bulgaria, medaliat olimpic. A participat la 4 ediții ale Jocurilor Olimpice (1992, 1996, 2000, 2004) în care a câștigat o medalie de bronz.